# 大安镇 (陆丰市)
大安镇，是中华人民共和国广东省汕尾市陆丰市下辖的一个乡镇级行政单位。

## 行政区划
大安镇下辖以下地区：
大安社区、梅林村、安博村、博联村、安乐村、石寨村、南溪村、厦饶村、陆军村、安北村、大安村、磁西村、东七村、东莞村、旱田村、堂贝村和河二村。

## 中国传统村落
2012年，石寨村被评为首批“中国传统村落”。